# Костел Святого Мартина (Нове Місто)
Костел святого Мартина - це древня церква XVI століття, розташована у селі Нове місто Львівської області Старосамбірського району.

## Історія
Костел було побудовано у XVI-XVII столітті за кошти родини Гербуртів, котрі на той час були власниками цього містечка.  
21 квітня 1639 року костел та вівтарі освятив єпископ Баківський Ян Замойський. В той час костел мав головний вівтар 1602 року (фундація настоятеля о. Якова Мрочека) та бічні ,- святої Анни, що постав не пізніше 1606 року, і святого Станіслава, який виконали в 1617 році за кошти чотирьох міщан. Пізніше було добудовано каплицю Доброницьких. У 1648 році костел зазнав незначних ушкоджень від козаків Богдана Хмельницького.
Храм відновили швидко, а також придбали нові бічні вівтарі святого Станіслава, святого Антонія Падуанського, святої Ядвіги, Святого Хреста і Матері Божої Святого Розарію. Побудували також дерев'яну дзвіницю та відновили каплицю Доброницьких, яку було присвячено св. Яну Непомуцькому.
У 1796 р. було відремонтовано вікна та орган на кошти священика Юзефа Лісовського. 
Протягом 1937-1990 років, у радянські часи, храм працював завдяки парохові о. Я. Шетелі.  
Має унікальний відреставрований працюючий орган.

## Архітектура
Костел виконано у стилі пізньої готики, має цегельну кладку хрестової форми, контрафорси та стрільчасті вікна.

## Дивитись також
- Костел Святого Мартина (Мукачево)